# Henryk Sienkiewicz
(Motivazione del Premio Nobel)
Henryk Adam Aleksander Pius Sienkiewicz (/ˈxɛnrɨk ˈadam alɛkˈsandɛr ˈpjus ɕɛnˈkʲɛvit͡ʂ/) (Wola Okrzejska, 5 maggio 1846 – Vevey, 15 novembre 1916) è stato uno scrittore e giornalista polacco.
È l'autore del celebre romanzo Quo vadis?, per il quale  ricevette nel 1905 il Premio Nobel per la letteratura.

## Biografia

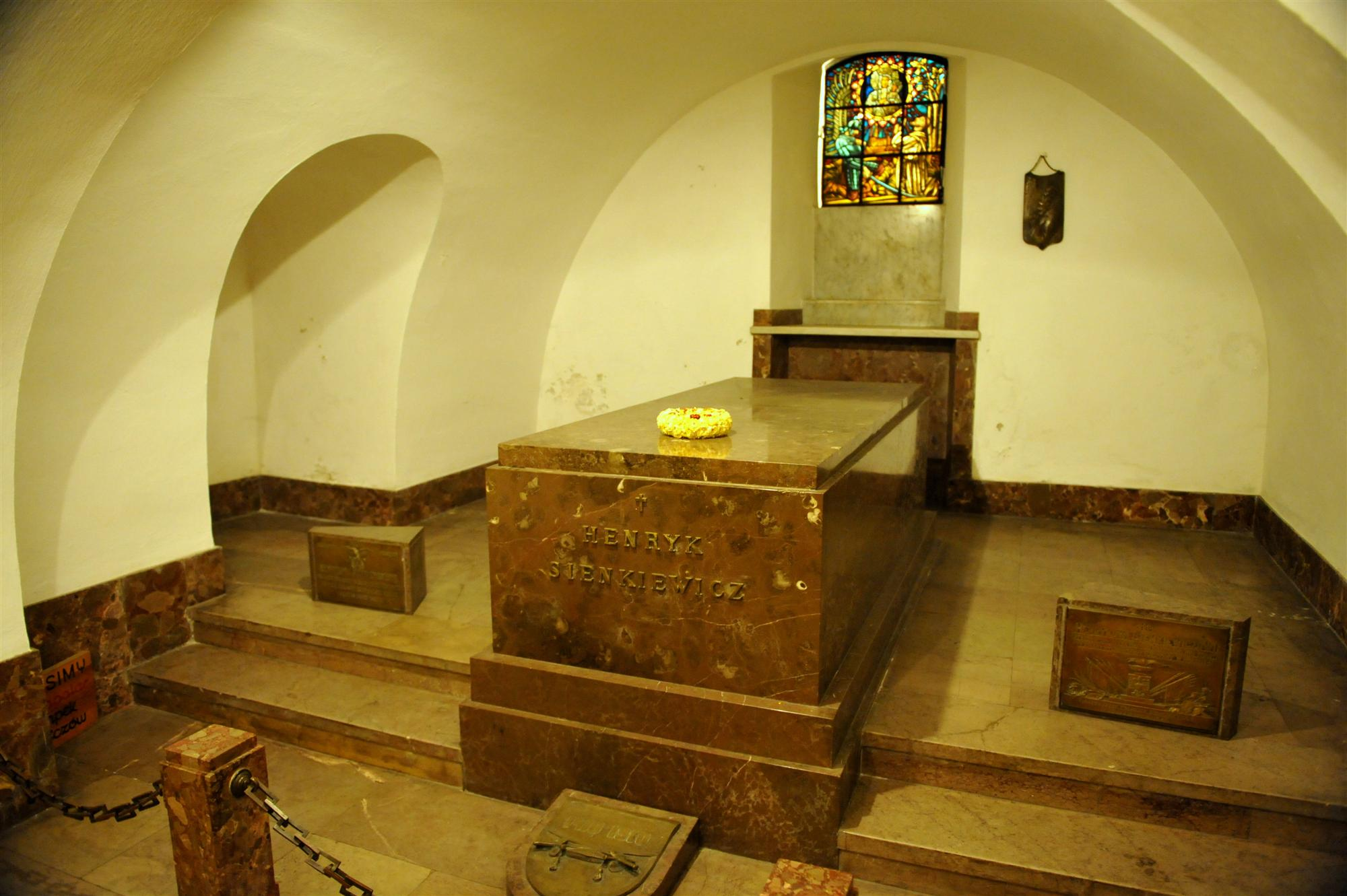
Tomba di Sienkiewicz. Varsavia, Cattedrale di San Giovanni Battista

Nacque da Józef Sienkiewicz (1813-1896), di remote origini tatare, e da Stefania Cieciszowska (1820-1873) nel paese di Wola Okrzejska, nella Polonia orientale, allora dominata dall'Impero russo. Nel 1866, terminato il ginnasio, s'iscrisse al dipartimento di giurisprudenza, nella Scuola Centrale di Varsavia, per poi cambiare e frequentare i corsi di medicina. Finì quindi col laurearsi in lettere, come aveva sognato fin dall'inizio. A Varsavia fu recensore in alcune riviste e divenne in seguito articolista dei quotidiani Gazeta Polska e Czas, firmandosi con lo pseudonimo di Litwos.
Pochi anni dopo, pubblicò il suo primo romanzo, Invano (Na marne) e, successivamente, uscì a puntate la storia dei protagonisti della Trilogia: Il diluvio (Potop), Col ferro e col fuoco (Ogniem i mieczem) e Il signor Wołodyjowski (Pan Wołodyjowski), che ebbero ampia diffusione in Polonia, visti come speranza d'indipendenza e liberazione dalla schiavitù nazionale. Ormai famoso nella sua terra, Henryk decise di compiere alcuni viaggi all'estero. Andò infatti in Russia, Germania, Francia, Svizzera, Grecia, Turchia, Egitto, India, Stati Uniti e Italia, paese in cui tornava sempre volentieri e che considerava quasi una seconda patria.
Fu l'Italia, inoltre, a dargli lo spunto per la sua opera più famosa, Quo vadis?. Preso domicilio a Roma nel 1893 in un hotel di via Bocca di Leone, ebbe come guida il pittore polacco Henryk Siemiradzki, che viveva là da molti anni. Fu quest'ultimo a mostrare a Sienkiewicz, tra la via Appia Antica e la via Ardeatina, la cappella nel cui ammattonato c'era un pezzo della vecchia strada con l'impronta di un piede; fu lì che, secondo la tradizione e l'apocrifo degli Atti di Pietro, Cristo avrebbe incontrato Pietro in fuga da Roma e risposto al quesito dell'apostolo: «Domine, quo vadis?».
Henryk Sienkiewicz morì il 15 novembre 1916 nell'hotel Du Lac, nella città svizzera di Vevey. Il 27 novembre dello stesso anno, le sue spoglie furono deposte nel sottosuolo della cattedrale di Varsavia.

## Onorificenze

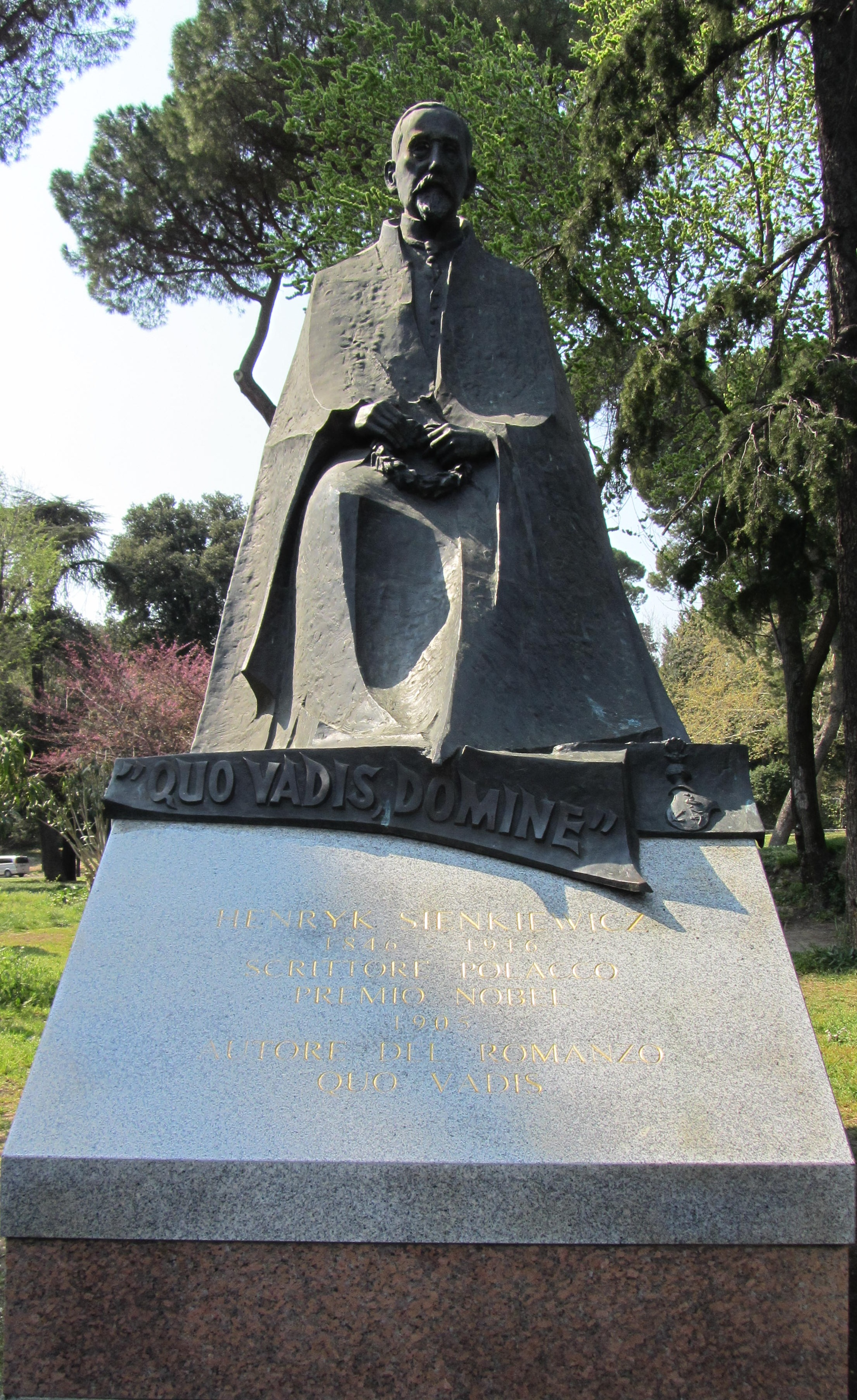
La statua dedicata a Henryk Sienkiewicz, situata a Villa Borghese.

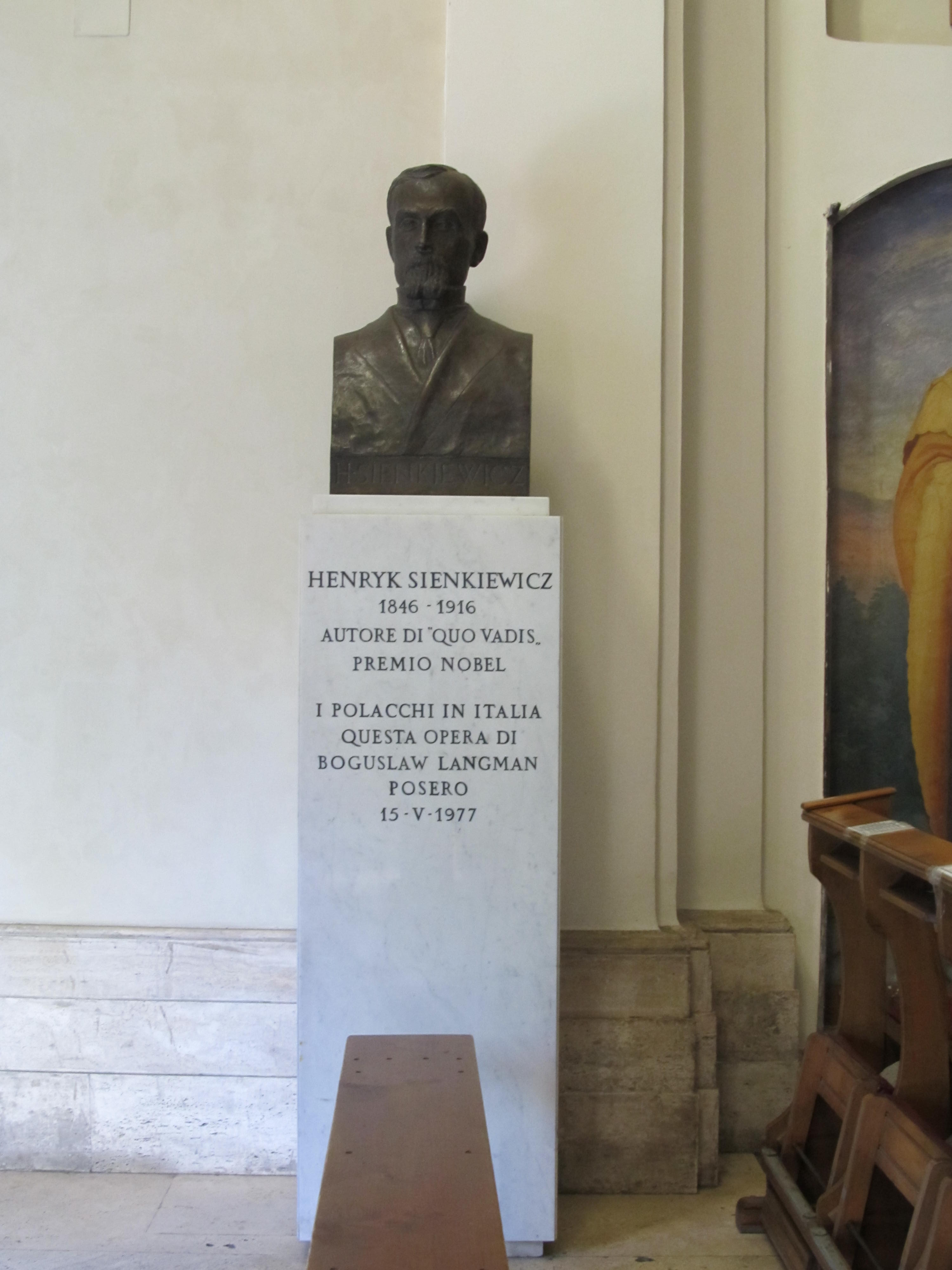
Il busto in bronzo situato nella chiesa del Domine Quo vadis, a Roma.

- Sul muro dell'hotel di via Bocca di Leone si trova una lapide commemorativa, murata nel 1966, (nel cinquantesimo anniversario della morte di Sienkiewicz) con la seguente dicitura: «Henryk Sienkiewicz, scrittore e patriota polacco, epico narratore delle eroiche gesta della sua nazione, autore del romanzo "Quo vadis?", premio Nobel per la letteratura, dimorò in questo albergo nell'anno 1893. Nel cinquantenario della sua morte, Polacchi ed Italiani posero».[4]
- Il suo nome fu dato a una delle piazze di Villa Borghese (piazza Enrico Sienkiewicz).[5] La piazza è situata presso Via di Porta Pinciana e costituisce uno degli ingressi alla villa romana, dato che alla sua altezza si trova il Portale di travertino.[6]
- Sempre a Villa Borghese gli è stata dedicata una statua, realizzata dallo scultore polacco Czeslaw Dźwigaj nel 2006 e situata presso il piazzale Ferdowsi.[7]
- Un suo busto in bronzo, con targa dedicata, si trova nella chiesetta del Domine Quo vadis (conosciuta anche come Santa Maria in Palmis) a Roma, situata sulla via Appia Antica, al bivio con la via Ardeatina.[8]

## Opere
- Invano (Na marne, 1872)
- Note umoristiche della cartella di Worszylla (Humoreski z teki Worszyłły, 1872)
- Il vecchio servitore (Stary sługa, 1875)
- Hania (1876)
- Schizzi al carboncino (Szkice węglem, 1877)
- Janko il musicista (Janko Muzykant, 1882)
- Il guardiano del faro (Latarnik, 1882)
- Bartek il vincitore (Bartek Zwycięzca, 1882)
- Col ferro e col fuoco (Ogniem i mieczem, 1884)
- Il diluvio (Potop, 1886)
- Il signor Wołodyjowski (Pan Wołodyjowski, 1888)
- Senza dogma (Bez dogmatu, 1891)
- La famiglia Połaniecki (Rodzina Połanieckich, 1895)
- Quo vadis? (1896)
- I cavalieri della croce (Krzyżacy, 1900)
- Natura e vita, Trad. italiana di Tito Zucconi, Firenze, A. Salani, 1901.
- Per deserti e per foreste (W pustyni i w puszczy, 1911)
- In cerca della felicità (1913)